# Сити Химик
«Сити Химик» — российский пляжный футбольный клуб из Россоши, Воронежская область.
Клуб стал победителем первого чемпионата России по пляжному футболу, прошедшего в 2005 году. Основу команды составляли московские игроки. В финальном турнире, проходившем с 4 по 9 октября в Анапе, «Сити Химик» выиграл четыре матча из пяти. В финале была обыграна московская команда «Дрим тим-МФТИ» 3:2. В составе команды числилось 11 игроков:
- Дурсин, Анатолий Анатольевич (вратарь) — 1 гол, играющий тренер
- Еремеев, Егор Никитович — 4 гола
- Востриков, Иван Вадимович — 7 голов
- Павликов, Владимир Владимирович — 2 гола
- Горчинский, Юрий Александрович — 3 гола
- Акиньшин, Сергей Вячеславович
- Болабонов, Сергей Анатольевич — 2 гола
- Семёнов, Александр Юрьевич
- Шкарин, Антон Павлович
- Репин, Денис Вячеславович
- Гусев, Юрий Сергеевич

10 футболистов провели по пять матчей, Акиньшин не играл. Востриков был признан лучшим игроком чемпионата, Дурсин получил приз зрительских симпатий.